# Câmara de Wilson

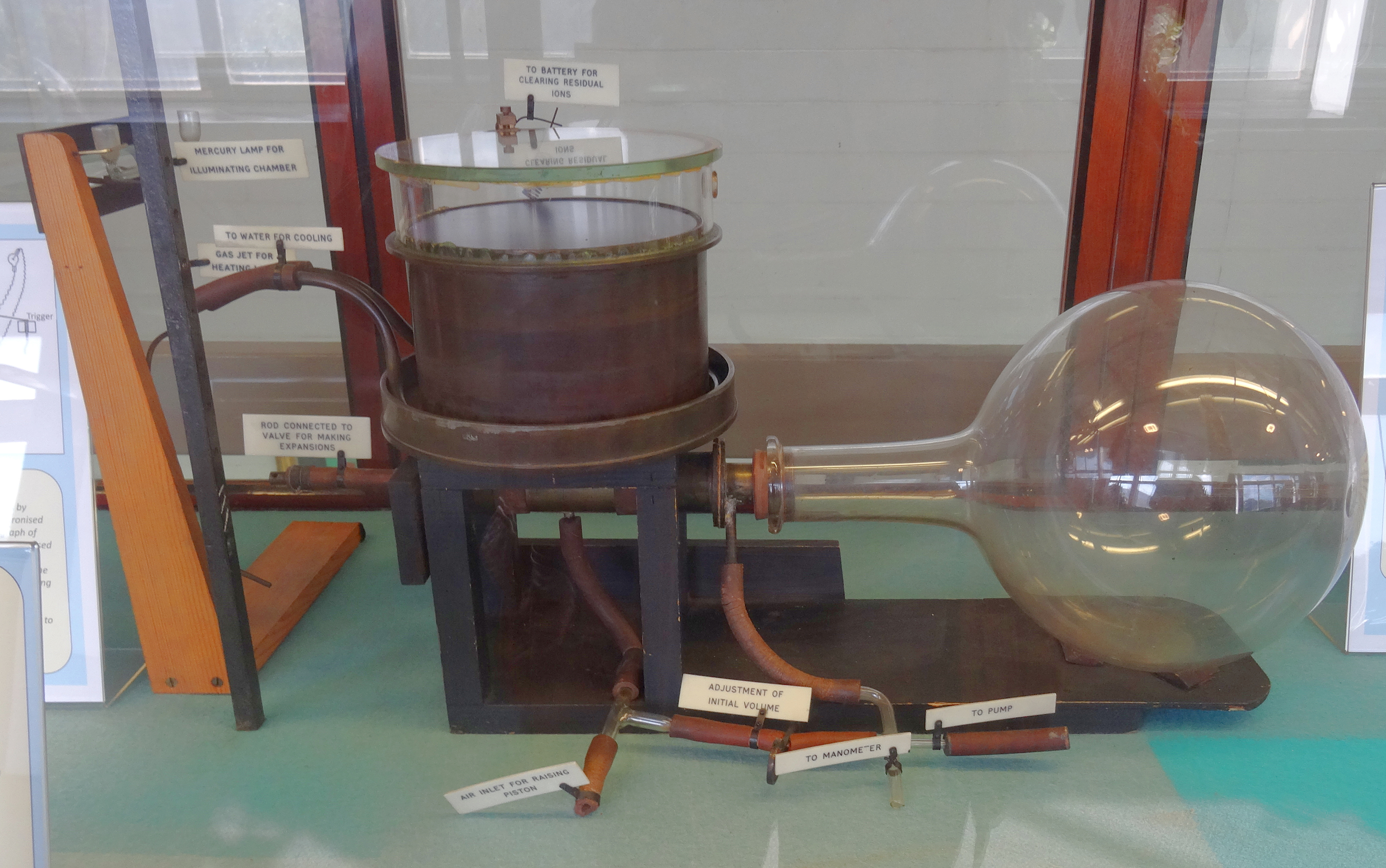
A câmara de nuvens original do C.T.R. Wilson no Laboratório Cavendish, em Cambridge, na Inglaterra.

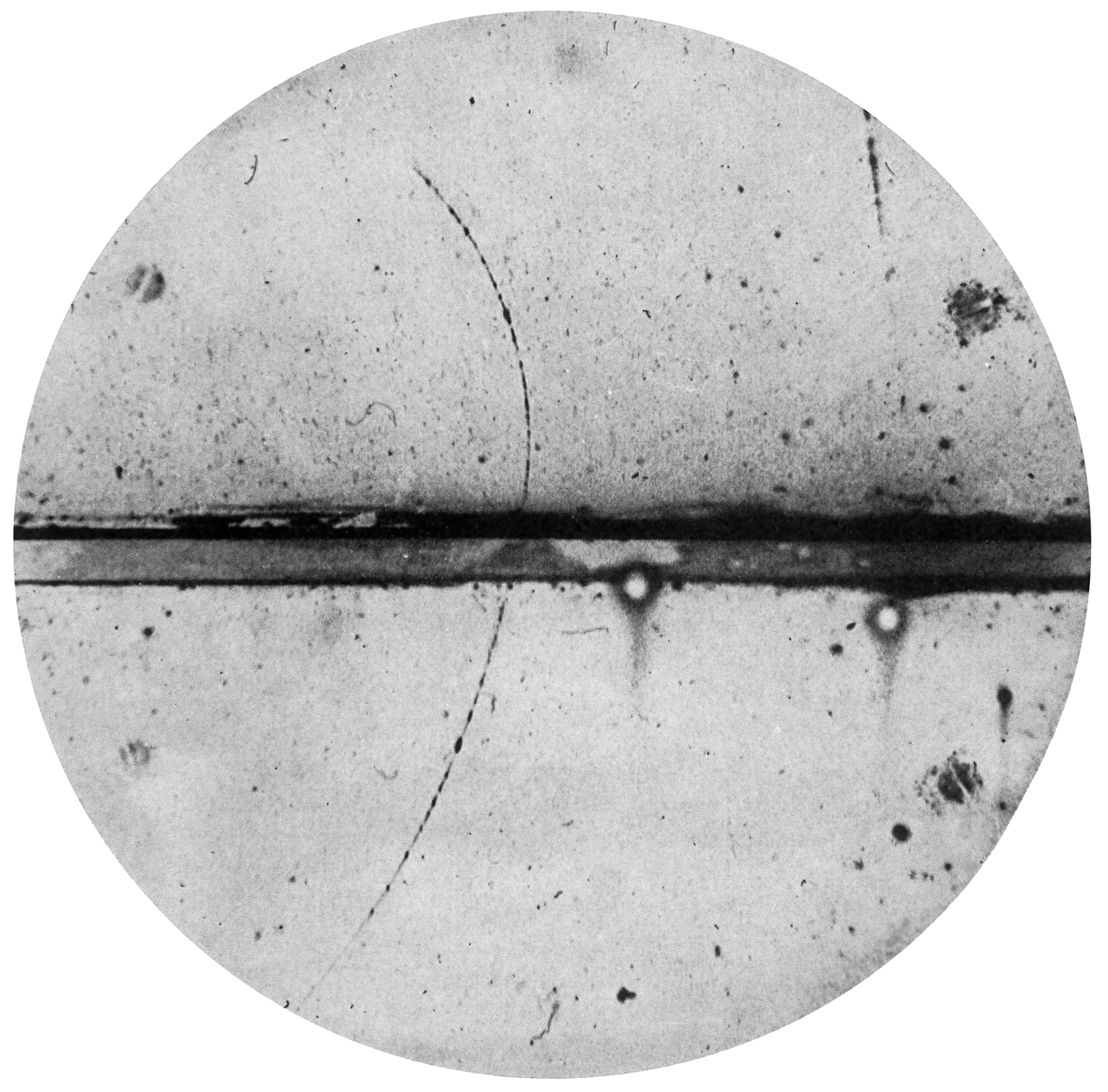
Imagem da trajetória de um pósitron em uma câmara de Wilson registrada por Carl David Anderson em 1932.

Câmara de Wilson, também chamada câmara de nuvens, é um detector de partículas usado para visualizar a passagem de radiação ionizante.
Uma câmara de nuvens consiste em um ambiente selado contendo um vapor supersaturado de água ou álcool. Uma partícula carregada energeticamente (por exemplo, uma partícula alfa ou beta) interage com a mistura gasosa ao deslocar elétrons das moléculas de gás via forças eletrostáticas durante colisões, resultando em um rastro de partículas gasosas ionizadas. Os íons resultantes atuam como centros de condensação ao redor dos quais um rastro de pequenas gotículas forma-se se a mistura gasosa estiver no ponto de condensação. Essas gotículas são visíveis como um rastro de "nuvem" que persiste por vários segundos enquanto as gotículas caem pelo vapor. Esses rastros têm formas características. Por exemplo, o rastro de uma partícula alfa é grosso e reto, enquanto o rastro de uma partícula beta é esvoaçante e mostra mais evidências de deflexões por colisões.
As câmaras de nuvens foram inventadas no início dos anos 1900 pelo físico escocês Charles Thomson Rees Wilson. Elas desempenharam um papel proeminente na física experimental de partículas das décadas de 1920 a 1950, até o surgimento da câmara de bolhas. Em particular, as descobertas do pósitron em 1932 e do múon em 1936, ambas por Carl Anderson (recebedor do Prêmio Nobel de Física em 1936), utilizaram câmaras de nuvens. A descoberta do Káon por George Rochester e Clifford Charles Butler em 1947 também foi feita usando uma câmara de nuvens como detector. Em cada um desses casos, os raios cósmicos foram a fonte de radiação ionizante. No entanto, elas também foram usadas com fontes artificiais de partículas, por exemplo, em aplicações de radiografia como parte do Projeto Manhattan.